# Daniel Sepec
Daniel Sepec is een Duitse violist die gespecialiseerd is in barokmuziek en authentieke uitvoeringen. 

## Biografie
Sepec werd in 1965 geboren in Frankfurt. Hij studeerde aan de Hochschule für Musik und Darstellende Kunst Frankfurt am Main, bij Dieter Vorholz. Hij vervolgde zijn studies aan de Universität für Musik und Darstellende Kunst Wien, bij Gerhard Schulz. Hij nam ook deel aan masterclasses bij Sandor Végh en het Alban Berg Quartett.
In 1993 werd hij concertmeester bij de Deutsche Kammerphilharmonie Bremen. Hij leidde het orkest en trad regelmatig op als solist onder leiding van dirigenten als Daniel Harding, Thomas Hengelbrock, Frans Brüggen, Paavo Järvi en Trevor Pinnock. Onder zijn leiding maakte de Filharmonie cd-opnames van de Vioolconcerten van Bach en Le quattro stagioni van Vivaldi. Sepec trad ook op als gastconcertmeester voor het Chamber Orchestra of Europe (tijdens een tournee met Claudio Abbado), voor Camerata Salzburg en voor Ensemble Oriol Berlin. Hij is ook regelmatig als concertmeester of violist aan het werk bij het Balthasar-Neumann-Ensemble, dat op historische instrumenten speelt.
Sepec speelde als solist met de Academy of Ancient Music en dirigent Christopher Hogwood, met Orchester Wiener Akademie en dirigent Martin Haselböck en met Orchestre des Champs-Elysées en dirigent Philippe Herreweghe. Als kamermuzikant werkte hij met Gerhard Schulz, Christian Tetzlaff, Alexej Lubimov, Thomas Riebl, Jaap ter Linden en Andreas Staier.
Sepec speelde sinds 2002 geregeld in een kwartet met violiste Antje Weithaas, cellist Jean-Guihen Queyras en altvioliste Tabea Zimmermann. Na een tijd noemden ze zichzelf het Arcanto Quartett en in 2004 debuteerden ze onder die naam in Stuttgart. In The Guardian werden ze "vier buitengewoon eminente solisten" genoemd, die het als kwartet verdienen om "dezelfde aandacht te krijgen als het Emerson String Quartet of het Kronos Quartet." Met dit kwartet speelde Sepec in de Handelsbeurs in Gent, in deSingel in Antwerpen, in Concertgebouw Brugge, in Bozar in Brussel, in Concertgebouw Amsterdam en TivoliVredenburg Utrecht. Ze tourden ook in Japan, Israël en de Verenigde Staten. 
Hij kreeg een viool die eigendom geweest was van Beethoven in bruikleen, van het Beethoven-Haus in Bonn, voor een opname van diens vioolsonates met pianist Andreas Staier en cellist Queyras. Sepec bespeelde een viool van Storioni 1780, Andreas Steier een fortepiano Graf 1825 en Queyras een cello Cappa 1696. Deze cd vercheen in 2014, bij Harmonia Mundi.
Van 1993 tot 1996 leidde hij de vioolklas aan de Hochschule für Musik und Darstellende Kunst Frankfurt am Main. Tussen 2010 en 2014 gaf hij les aan de Hochschule für Musik in Basel. Sinds 2014 is hij professor aan de Musikhochschule Lübeck.

## Onderscheidingen
In 1991 kreeg hij de Förderpreis der Mozart-Gesellschaft Wiesbaden op het Internationale Mozart Wettbewerb in Salzburg.
In 2008 kreeg hij de Preis der Deutschen Schallplatten-Kritik prijs voor "Kammermusik" voor werk van Beethoven dat hij uitvoerde met Staier en Queyras.
In 2011 kreeg hij Preis der Deutschen Schallplatten-Kritik "Jahrespreis" voor de opname van Heinrich Ignaz Franz Biber's Rosenkranzsonaten, die hij maakte met Hille Perl, Lee Santana en Michael Behringer.